# 西城秀樹
西城 秀樹（さいじょう ひでき、1955年〈昭和30年〉4月13日 - 2018年〈平成30年〉5月16日）は、日本の歌手、ドラマー、俳優、タレント。新御三家の1人。本名は、木本 龍雄（きもと たつお）。広島県広島市東蟹屋町（現：東区東蟹屋町）出身。アースコーポレーション所属。

## 来歴

### 生い立ち
父・木本三郎、母・とし子の間に三人姉弟の末っ子として広島県広島市東蟹屋町（現：東区東蟹屋町）に生まれる。1962年4月、広島市立尾長小学校に入学。ジャズ・ギターが趣味だった父親の影響で幼少期から洋楽に親しみ、広島中央ジャズ・スクールに通うようになる。最初はエレキ・ギター、その後にベース、次いでドラムを勉強した。
1965年、小学4年生の時に兄とエレキ・バンド「ベガーズ (beggars)」を結成。小学校在学中から小学生ドラマーとして活動する。1968年4月、広島市立二葉中学校に入学。兄が中3、自身が中1の時には中学校の文化祭でステージ演奏をした。ザ・ベンチャーズ、ローリング・ストーンズ、ジミ・ヘンドリックス、ジャニス・ジョプリン、シカゴなどの洋楽に影響を受ける。こうした洋楽通ぶりが後に、他のアイドル歌手とは一線を画す個性となった。

### ドラマーから歌手へ
1969年、中学2年生の時、兄たちが卒業したため「ベガーズ」からメンバーを入れ替え「ジプシー」を結成。1971年4月、私立山陽高等学校商業科に入学。「ジプシー」のリード・ボーカルとなる。それまではロックの世界でドラマーとして成功することを目指していたが、尾崎紀世彦の「また逢う日まで」を聴いて歌謡曲のイメージが一変し、歌手に転向することになった。「ジプシー」でヤマハ・ライト・ミュージック・コンテストの第1回、第2回に出場し、中国大会で優勝。R&B喫茶「パンチ」から声がかかってレギュラー・バンドになり、店で歌っていたところ、東京から来ていたマネージャーの目に止まりスカウトされる。
1971年10月3日、厳格で頑固だった父親の芸能界入りへの猛反対を押し切って、家出同然で広島から夜行列車に乗りこみ、翌4日朝、東京駅に到着する。芸能事務所「芸映」に所属、明治大学付属中野高校定時制へ転校する（1976年に卒業）。マネージャーと二人で3畳もない納戸（三角部屋）に同居し、厳しいレッスンの毎日を送るようになる。12月、RCAのディレクターであるロビー和田に認められ、デビューが決定する。

## 芸能活動（年表）

### 1972年 - 1975年
1972年3月25日、RCAレーベル（日本ビクター、現在はソニー・ミュージックレーベルズ)よりシングル「恋する季節」で歌手デビューする。8月8日、東京郵便貯金ホールでファースト・コンサート「ワイルドな17歳」を開催。11月5日、ファースト・アルバム『ワイルドな17才』発売。11月26日、第14回日本レコード大賞の最優秀新人賞候補として5組を選出、森昌子、三善英史、麻丘めぐみ、郷ひろみに次ぐ得票の青い三角定規（20票）に僅か1票差の19票に終わり惜敗、選に漏れる。
1973年3月26日、大阪毎日ホールでデビュー1周年記念コンサート「ヒデキ・オン・ステージ」を開催。6月25日、5枚目のシングル「情熱の嵐」で初めてオリコン週間チャートのベストテン入りを果たす。9月24日、「ちぎれた愛」が自身初となるオリコン1位を獲得（4週連続）、70年代デビューの男性アイドルとしても初のオリコン1位となった。12月24日、続く「愛の十字架」もオリコン1位を獲得。12月31日、「ちぎれた愛」で第15回日本レコード大賞歌唱賞を受賞、一方で初出場が確実視された『第24回NHK紅白歌合戦』は落選となる。
1974年1月16日から10月9日まで放送された『寺内貫太郎一家』（TBS系）にレギュラー出演、ホームドラマとして人気を博す。2月25日発売の「薔薇の鎖」でマイクスタンド・アクションを披露。5月25日発売の「激しい恋」が58.4万枚のセールスを記録し、オリコン年間チャートの第8位に輝く。6月8日、主演映画『愛と誠』公開。8月3日、日本でソロ歌手として初のスタジアムでのワンマン・コンサートを大阪球場で開催（以降、大阪球場では10年連続、後楽園球場では1978年から4年連続で開催）。10月6日、広島郵便貯金ホールにて凱旋コンサート「バック・ホーム・アゲイン・ヒロシマ」を開催。12月31日、「傷だらけのローラ」で第16回日本レコード大賞歌唱賞を2年連続受賞（演歌歌手以外では史上初）、『第25回NHK紅白歌合戦』（NHK総合・ラジオ第1）初出場。
1975年1月30日、第12回ゴールデン・アロー賞でグラフ賞を受賞。2月15日、初の海外進出作品として「傷だらけのローラ」のフランス語版「LOLA」がフランス、スイス、ベルギーで発売され、続いて3月31日に発売されたカナダでは同国のヒットチャート第2位にランクインする。5月、『寺内貫太郎一家2』（TBS系）で小林亜星との乱闘シーンの撮影中に腕を骨折。6月6日 - 9月26日、『あこがれ共同隊』（TBS系）で郷ひろみ、桜田淳子らと共演。6月29日、第4回東京音楽祭国内大会に出場しゴールデン・スター賞を受賞。
同年7月20日、富士山麓緑の休暇村の特設ステージにて日本歌謡史上初の大規模野外コンサートを開催。これを皮切りに「全国縦断コンサートツアー」をスタート、8月24日、大阪球場のエンディング・フェスティバルで閉幕。10月10日、このツアーを追ったドキュメンタリー映画『ブロウアップ ヒデキ』公開。11月3日、日本人ソロ歌手としては初めての日本武道館公演を行う（以降、1985年まで11年連続で開催）。

### 1976年 - 1979年
1976年2月25日発売の「君よ抱かれて熱くなれ」から作詞者に阿久悠、作曲者に三木たかしを起用する（翌年9月5日発売の「ボタンを外せ」まで継続）。6月27日、「ジャガー」で第5回東京音楽祭世界大会に出場。10月19日、東京・赤坂のナイトクラブ、ニューラテンクォーターで初のディナーショーを開催。11月3日、第2回日本武道館コンサート「ヒデキ・イン・武道館」を開催。12月31日、「若き獅子たち」で第18回日本レコード大賞歌唱賞を受賞。
1977年3月30日、デビュー5周年記念の第3回日本武道館コンサートを開催。7月5日 - 28日、台本・作詩は阿久悠、作曲は三木たかし、演出は浅利慶太による劇団四季『わが青春の北壁』（日生劇場）に主演し、ミュージカルに初挑戦。11月20日、NHK『ビッグショー』に出演（タイトルは「若さを誇らしく思う時に」）。
1978年2月9日、「ブーツをぬいで朝食を」が『ザ・ベストテン』（TBS系）で第1位を獲得。6月18日、「炎」で第7回東京音楽祭世界大会に出場し、外国審査員団賞を受賞。7月22日、東京・後楽園球場の第1回コンサート「BIG GAME'78 HIDEKI」を開催。12月、「ブルースカイ ブルー」が『ザ・ベストテン』で14週連続ランクインし年間ベストテン第9位を獲得、第7回FNS歌謡祭で最優秀歌唱賞を受賞。12月31日、第20回日本レコード大賞金賞を受賞（「ブルースカイ ブルー」）。
1979年1月4日 - 6日、大阪厚生年金会館で新春コンサートを開催。2月21日、「YOUNG MAN (Y.M.C.A.)」発売、200万枚のセールスを記録する大ヒットとなり、4月5日、『ザ・ベストテン』で番組史上初にして唯一の満点（9999点）を記録した（翌週4月12日も記録）。その年度の賞レースでは第10回日本歌謡大賞、第8回FNS歌謡祭（以上、「YOUNG MAN (Y.M.C.A.)」）、第5回日本テレビ音楽祭（「ホップ・ステップ・ジャンプ」）、第5回あなたが選ぶ全日本歌謡音楽祭（「勇気があれば」）でグランプリを獲得。12月31日、第21回日本レコード大賞金賞を受賞、決選投票の結果、僅差で大賞を逃す（「勇気があれば」）。

### 1980年 - 1984年
1980年1月4日 - 6日、大阪厚生年金会館で新春コンサートを開催。6月5日発売の「俺たちの時代」が夏季モスクワ・オリンピックの日本人選手の応援歌に選出される（結局、日本は参加をボイコット）。6月13日、アニメ『坊っちゃん』（フジテレビ系）で声優初挑戦。11月23日、東芝日曜劇場『遠くはなれて子守唄』（「日本民間放送連盟賞」受賞作品）に出演。12月31日、第22回日本レコード大賞金賞を受賞（「サンタマリアの祈り」）。
1981年4月6日、「リトルガール」でオリコン史上初となるシングル30曲ベストテン入りを達成。次作「セクシーガール」でシングル・レコードの総売上枚数が1,000万枚を突破（史上5組目）。4月、司会担当の情報番組『モーニングサラダ』（日本テレビ系）放送開始。8月、第8回広島平和音楽祭開催、この日のために作られた楽曲「天と地の架け橋」と「リトルガール」を歌唱した。12月31日、第23回日本レコード大賞金賞を受賞（「センチメンタルガール」）。
1982年1月4日 - 5日、大阪厚生年金会館で新春コンサートを開催。3月25日、デビュー10周年記念シングル「南十字星」発売、東宝創立50周年記念の日豪合作映画『南十字星』の主題歌となる。4月13日、デビュー10周年誕生日パーティー「ありがとう青春3650日」を赤坂プリンスホテルで開催。12月31日、第24回日本レコード大賞金賞を受賞（「聖・少女」）。
1983年、芸映を円満退社し独立、1月21日、有限会社「アースコーポレーション」（現在は株式会社）を設立する。2月1日、独立第1弾シングル「ギャランドゥ」発売。8月6日、大阪球場コンサート「BIG GAME '83 HIDEKI FINAL IN STADIUM CONCERT」をもって、10年続いたスタジアム・コンサートに幕を下ろす。11月20日、第10回日本武道館コンサートを開催。12月31日、第25回日本レコード大賞金賞を受賞（「ギャランドゥ」）。
1984年2月5日、体調不良を訴え東京女子医大病院へ、低髄液圧症候群と診断され入院、3月25日に退院する。4月1日、「Do You Know」で第13回東京音楽祭世界大会に出場し、初の銀賞を受賞。5月4日から28日まで、『デュエット』で7年ぶりとなるミュージカル主演（日生劇場）。8月12日、主演声優を務めるアニメ映画『黒い雨にうたれて』公開。8月14日、大阪城ホールでコンサート「JUST RUN '84 HIDEKI」を開催。

### 1985年 - 1994年
1985年1月19日、シングル50枚目を記念した第12回日本武道館コンサート「'85 HIDEKI Special in Budokan - for 50 songs -」を開催、記念シングル「一万光年の愛」が「科学万博つくば '85」のテーマ・ソングに選出されたことを発表。2月、「科学万博つくば '85」開会式で「一万光年の愛」を皇太子明仁親王（現：上皇）と文仁親王（現：秋篠宮文仁親王）の臨席上でNHK交響楽団をバックに歌唱する。11月21日、バリー・マニロウとのデュエット曲「腕の中へ -In Search of Love-」を発売、『夜のヒットスタジオ』（フジテレビ）での共演も実現する。
1986年5月17日、主演映画『傷だらけの勲章』が全国公開。
1987年5月21日、プロデューサーにジョージ・デュークを迎えた「New York Girl」を発売。10月4日、昭和記念公園で開催されたロック・フェス「Japan Aid 2nd」にジョージ・デュークのゲストとして出演し「New York Girl」を披露する。
1988年9月、ソウル・オリンピック前夜祭にチョー・ヨンピル（韓国）、ダニー・チャン（香港）、胡寅寅（フー・インイン、中国）とともに出演、日本人として初めて韓国の公式の場において日本語で歌唱する（「傷だらけのローラ」）。この模様はKBSをキー・ステーションとして衛星中継で世界各国に放映された。
1989年6月、主演ミュージカル『坂本龍馬』公演。大阪・新歌舞伎座で座長公演（以降、3年連続で公演）。
1990年、クイーン・エリザベス2世号（香港～日本）で船上ディナーショーを開催。
1991年4月、「走れ正直者」がアニメ『ちびまる子ちゃん』（フジテレビ系）のエンディング・テーマに起用される。5月11日、東京・厚生年金会館でデビュー20周年記念コンサート「HIDEKI SAIJO CONCERT TOUR '91 FRONTIER ROAD」を開催。初の学園祭ライブを早稲田大学で開催。
1992年4月14日 - 9月29日、『徳川無頼帳』（テレビ東京系）で時代劇ドラマに初レギュラー出演。
1993年3月、「STOP AIDS CONCERT」（横浜文化体育館）をプロデュース、自身の呼び掛けでもんたよしのり、寺田恵子、沢田知可子、男闘呼組、海外からはディオンヌ・ワーウィックなど多数のアーティストが参加する。
1994年、主演ミュージカル『ラヴ』公演。12月31日、『第45回NHK紅白歌合戦』（NHK総合・ラジオ第1）に10年ぶりに出場し「YOUNG MAN (Y.M.C.A.)」を歌唱する。

### 1995年 - 1999年
1995年、1月17日に発生した阪神・淡路大震災の被災者のために数度、神戸市に足を運びチャリティー募金を行う。8月5日 - 6日、サザンオールスターズのコンサート「ホタル・カリフォルニア」にゲスト出演、2日間で16万人の観客と「YOUNG MAN (Y.M.C.A.)」を合唱する。
1996年7月3日 - 14日、主演ロック・ミュージカル「D・LIVE Rock To The Future」公演。
1997年1月21日、デビュー25周年を記念してヒストリー・ビデオ『HIDEKI SAIJO LIFE WORK 7 TREASURES』を発売。
1998年4月から2002年3月まで放送された音楽番組『青春のポップス』（NHK総合）では司会を担当、歌手としても幅広いジャンルの洋楽を歌唱した。
1999年2月7日、舞台『寺内貫太郎一家』に出演（新橋演舞場）。11月17日、ポリドールに移籍しての第1弾シングル「Bailamos 〜Tonight we dance〜」発売。

### 2000年 - 2009年
2000年3月31日、東京厚生年金会館でシングル80曲記念コンサート「Bailamos 2000」を開催。シドニー・オリンピックのサッカー日本代表壮行試合で「君が代」を斉唱。11月28日、第12回日本ジュエリーベストドレッサー賞を男性部門で受賞。
2001年6月30日、実姉の紹介で知り合った大阪府在住・OLの槇原美紀との結婚を発表し、静岡県の伊古奈比咩命神社で挙式する。7月、ディズニー映画『ラマになった王様』の主題歌「ラッキー☆ムーチョ」を「ムーチョ☆ヒデキ」として歌唱。10月、デビュー30周年記念コンサートツアーを開催。
2002年4月28日から5月13日まで、舞台『新・演歌の花道』に出演（新宿コマ劇場、梅田コマ劇場）。7月、プロ野球オールスターゲームのオープニング・イベントで「君が代」と「YOUNG MAN (Y.M.C.A.)」を歌唱する。
2003年6月21日、ディナーショーのため訪れていた韓国で脳梗塞を発症、闘病・リハビリを経て復帰を果たす。9月1日～13日、『Forever '70s 〜青春〜 伝説のステージ』に出演（中日劇場、新宿コマ劇場、梅田コマ劇場）。
2004年3月6日、ミュージック・イン・ドラマ『ホシに願いを』（NHK総合）に出演。7月2日、神奈川県川崎市の市制80周年記念マッチとして開催された川崎フロンターレ‐横浜FC戦（Jリーグ2部、川崎市等々力陸上競技場）のハーフタイムショーに出演、「YOUNG MAN (Y.M.C.A.)」を歌唱する（以後、2013年まで毎年フロンターレ主催の川崎市制記念試合に出演（2006年を除く））。10月、著書『あきらめない 脳梗塞からの挑戦』（リベロ）発売。
2006年9月、「西城秀樹歌手生活35周年、奇跡の復活 ヒデキカンゲキ！」連載（東京スポーツ）。9月27日、3年ぶりのシングル「めぐり逢い」発売。
2008年5月30日、『青春のポップス』で共演した早見優、森口博子などと共にコンサート「思い出の青春ポップス」を開催する（中野サンプラザホール）。
2009年3月30日～9月26日、NHK総合 朝の連続テレビ小説『つばさ』に出演。9月15日、大阪厚生年金会館でのコンサート「HIDEKI SAIJO CONCERT 2009」を開催、同ホールでの公演は89回目にして最後となる。

### 2010年 - 2018年
2011年3月17日～28日、ミュージカル『マルグリット』に初の悪役として出演。9月30日、デビュー40周年記念コンサートを渋谷C.C.Lemonホールで開催。12月20日～30日、脳梗塞が再発していることが判明し都内の病院で入院・治療、右半身麻痺の後遺症が残るも、リハビリにより杖をついて歩けるまで回復する。
2012年1月28日、静岡で行われたチャリティー・コンサートに出演。6月28日、日本スイミングクラブ協会主催の「ベストスイマー2012」を受賞。10月26日、著書『ありのままに 「三度目の人生」を生きる』（廣済堂出版）を発売。
2013年4月17日～12月4日、紀行番組『ぐるっと食の旅 キッチンがゆく』（NHK BSプレミアム）に月1回のレギュラー出演。
2014年4月5日～9月27日、情報番組『ヒデキの感激！ NEXTハウス』（BSジャパン）にレギュラー出演。8月9日、第46回『思い出のメロディー』（NHK総合・ラジオ第1）に出演、同局の音楽番組への4年ぶりの出演となる。
2015年4月11日、東日本大震災復興イベント「フラワードリーム in 東京ビッグサイト 2015」で、60歳以上の著名人にバラを贈る「第8回 Happy Rose アワード」を受賞。4月13日、60歳の誕生日に還暦記念アルバム『心響 -KODOU-』を発売。同日、「ヒデキ還暦！」と題した記念ライブを開催（赤坂BLITZ）、ゲストとして野口五郎が登場し祝福される。同日、自身がプロデュースした体験型市民農園「西城秀樹体験型市民農園 百果百菜」開園（埼玉県入間市）。
2016年2月13日、自身が監修した「Y!mobile」（ソフトバンク）のテレビCMが放送開始、「YOUNG MAN (Y.M.C.A.)」のメロディーにのせた歌とダンスをプロデュースした。
2018年、川崎フロンターレの川崎市市制記念試合ハーフタイムショーにおいて、逝去による本人不在ながらも等身大パネルと過去の歌唱音源・映像で参加、場内のサポーターから熱く迎えられる。

### 脳梗塞発症
2001年秋に脳梗塞を発症（この時は「二次性多血症」と発表）。
2003年6月21日、公演先の韓国で2度目の脳梗塞を発症する。軽度の言語障害の後遺症は残ったが、闘病の末復帰し、2006年9月27日、3年ぶりに『めぐり逢い/Same old story - 男の生き様 -』が両A面で発売された。
だが8年後の2011年12月20日に、脳梗塞の再発との診断を受け、2週間程度入院する。右半身麻痺と言語障害の後遺症が残ったが、その後は快方へ向けてリハビリに励み、徐々に歩行の状態などが改善していた。

### 晩年・闘病・死去
2018年4月14日、栃木県足利市で開催された『〜一緒に歌おう！青春の歌〜同窓会コンサート2018 in足利』（企画・運営、三貴エージェンシー）に出演。結果的にこのコンサートが西城にとって公での最後の歌唱となった。それから5日後の4月19日、東京都練馬区の練馬文化センターで開催された『第23回 紅白歌合戦』（日本歌手協会主催）に知人が出場するため、プライベートで観覧。最後方の席に西城が座っていることに気づいた総合司会で歌手協会理事、合田道人が駆け寄ってインタビューを敢行。紹介された際、西城は自ら立ち上がって観客にアピール。この場で11月開催の歌謡祭への出演を打診されると「はい、ぜひ」と答えたが、結局これが最後の公の姿となった。 
この日から6日後の2018年4月25日、自宅で夕食中に突然倒れ、全身痙攣ののち心停止。救急搬送で緊急入院。救命処置により再び心臓は動き出すが、約40分間の心停止により、医師から脳死の可能性が高いことを告げられる。「持って1週間だと思ってください」との説明だったが、深い昏睡状態で3週間闘病を続け、同年5月16日23時53分、急性心不全のために神奈川県横浜市内の昭和大学藤が丘病院で死去。63歳没。法名は「修音院釋秀樹（しゅうおんいんしゃくひでき）」。
西城の訃報を受け、「新御三家」としてライバルでもあり戦友でもあった郷ひろみと野口五郎をはじめ、数多くの著名人が追悼コメントを発した。
死去から9日後の5月25日に青山葬儀所で通夜が営まれ、新御三家の二人をはじめとする歌手仲間・芸能関係者・多数のファン達が参列。翌日の告別式では野口と郷が終始涙ぐみながら弔辞を読み、出棺の際には代表曲「YOUNG MAN (Y.M.C.A.)」「ブルースカイ ブルー」等が流され、約1万人のファンから「ヒデキ!」コールを浴びながら斎場を後にした。その後、遺体は品川区の桐ヶ谷斎場にて荼毘に付された。

#### 死後の事実公表
没後の11月、妻・木本美紀が『蒼い空へ 夫・西城秀樹との18年』を上梓した。この中で西城は1996年頃に糖尿病の診断を受け、インスリンを投与していたこと、報道では2回とされていた脳梗塞が、実際には結婚直後の2001年に発症していたほか、「隠れ脳梗塞」を含めると計8回発症していたこと、2014年の暮れ頃には、これらの疾患に加えて、脳の神経細胞が徐々に脱落する「多系統萎縮症」の診断を受けていたこと、そして脳梗塞と多系統萎縮症に関する事実は妻とマネージャーの間で伏せられていたことを公表した。実際に西城の病状は2014年頃から徐々に進行。転倒しやすくなり、言語の出にくさも顕著になった。2017年の暮れごろには歩行にも支障が出ていたが、改善することを信じて、急変する直前まで真面目にリハビリメニューに臨んでいた。

## 業績

### スタジアム・コンサート
西城は、スタジアム・コンサートを日本人ソロアーティストとして初めて開催した（グループでの日本初は1968年のザ・タイガース）。1974年夏、ワンマン・コンサート『ヒデキ・イン・スタジアム“真夏の夜のコンサート”』を大阪球場で開く。これは、「ウッドストック・フェスティバル」の影響を受け、「野外イベントを誰よりも早く日本でやりたかった」と西城自身が企画し、このコンサートが実現した。観客2万5000人。コンサートは設営から解体までに3日かかり、その間の弁当代だけで300万円、1回にかかる費用は当時の金額で6000万円かかり、満員になっても儲けが出ることはなかったという。
大阪球場での公演は、1974年から1983年まで10年連続で行われた。
西城の球場コンサートでは、ただ歌と演奏をするだけではなく、現在では許可が下りない危険な演出も行われた。具体的には、建設用クレーンに吊るされたゴンドラの中での歌唱や、ヘリコプターを使った演出など。これらの演出は自身のアイデアで実行した。クレーンとゴンドラは、二塁ベース付近に作られたステージから観客席に少しでも近づく手段として考えられたものである。また、日本での初導入とされるレーザー光線や、衣装に電飾を仕込む演出効果など、球場の大きな空間を利用しての派手な仕掛け、演出が売りであった。

### ペンライト
アイドルのコンサートで使われるペンライトは、西城のコンサートが発祥とされる。その経緯は、1974年の球場ライブで「（火は危ないから）なにか光るものを用意してきて!」と観客に呼びかけると、それ以降、観客がペンライトを用意するようになった、というもの。
ペンライトが使用された具体例として、3回目の大阪球場ライブを伝える1976年11月の『月刊平凡』の記事に「ヒデキの登場に、赤、黄、グリーンのペンライトを持ったファンが応える」という記述や、1976年11月の武道館リサイタルをレポートした『mimi』1977年1月号の記事に「全方向から見られるように、八角形にしつらえたステージ。秀樹のステージでおなじみとなったペンライトのゆれる中で..」という記述が見られる。

### スタジアム・コンサートおよび野外ライヴへの評価
社会学者の宮入恭平は、スタジアムコンサートやペンライト、日本武道館でのコンサート、野外ライヴを例に挙げて、西城はライブ文化に影響を与えたが、正当な評価を受けていたとは言い切れない。その理由の一つは、70年代当時のアイドルに対する一般的な認識が「テレビで活躍する芸能人」であったからと考察している。また、西城は自らのコンサートにロックの要素を取り入れたが、あくまでもアイドルとして評価されていたわけであって、ライブ文化と親和性が高いロック・アーティストとして評価されていたわけではなかったと評している。

## 家族・親族
2001年6月30日、長らく独身であったが、大阪府在住の会社員の槇原美紀と結婚。2002年6月3日に長女、2003年9月1日に長男、2005年1月7日に次男が誕生している。
- 姉
  - 子（甥）- 宅見将典[77]
- 妻 - 美紀[76]
  - 長男 - 木本慎之介[78][79]